# 網野哲郎
網野哲郎（日语： Amino Tetsurō，1955年10月10日—），日本男性動畫演出家、動畫導演。出身於千葉縣。
他曾經以本名活躍，但從1988年左右開始，他一直使用片假名，從2004年左右開始，他一直使用這個名字，目前他主要以這個名字活躍。
代表作有《偶像英里子傳說》、《偶像天使陽子》、《踢向明天》、《疾風無敵銀堡壘》、《超時空要塞7》、《爆走兄弟Let's & Go!!》、《DT戰士》、《布布恰恰》等。

## 來歷
網野哲郎從東京都立新宿高等學校畢業後，當了2年的臨時演員，然後進入東京寫真專門學校，進入了動畫業界。他的職業生涯始於製作進行一職。在參加國際電影社、Studio Pierrot的作品後，1980年代至1990年代，他主要活躍於日昇動畫、葦Production。最近，他主要活躍於XEBEC。
他的作品特徵是對音樂與和平的熱愛，以及強烈的否認衝突的想法。

## 參加作品

### 電視動畫
1977年代
- 女王陛下的小天使小偵探（日语：女王陛下のプティアンジェ）（進行）
- 超Supercar Gattiger（彩色[2]）

1979年
- 人造人009 (1979年版)（製作進行）

1980年
- 雙胞胎萌趣趣（日语：モンチッチ）（製作擔當）

1981年
- 救難小英雄Yattode（—1982年，製作進行）
- 戰國魔神豪將軍（分鏡）

1982年
- 阿波羅之女（—1983年，分鏡、演出、演出助手）
- Cybot Robotchi（日语：サイボットロボッチ）（—1983年，分鏡）

1983年
- 奈奈子SOS（日语：ななこSOS）（分鏡、演出）
- Pure島的朋友們（日语：ピュア島の仲間たち）（演出）
- 銀河漂流拜法姆（—1984年，分鏡、演出）
- 湯匙伯母歷險記（—1984年，分鏡、演出）

1984年
- 福星小子 (1981年版)（演出）
- 宗谷物語（日语：宗谷物語）（分鏡）
- （分鏡）
- 超力機器人 卡拉特（日语：超力ロボ ガラット）（—1985年，首席演出、分鏡、演出）

1985年
- 超獸機神斷空我（分鏡、演出）
- 機動戰士Z鋼彈（分鏡）
- 搞怪拍檔（分鏡）
- 蒼之流星SPT雷茲納（—1986年，分鏡、演出）

1986年
- Wonder Beat Scramble（日语：ワンダービートS）（分鏡）

1987年
- 機甲戰記龍騎兵（故事分鏡）
- 妙手小廚師（—1989年，分鏡）
- 城市獵人（—1988年，分鏡、演出）

1988年
- 城市獵人2（分鏡）
- 秩父山醫師（日语：ドクター秩父山）（導演）

1989年
- 偶像英里子傳說（—1990年，導演、編劇、分鏡、演出）[注 1]

1990年
- 偶像天使陽子（—1991年，導演、編劇、分鏡）
- 奧巴塔利亞（日语：オバタリアン）（導演）

1992年
- 踢向明天（日语：あしたへフリーキック）（—1993年，導演、分鏡）

1993年
- 疾風無敵銀堡壘（—1994年，導演、編劇、分鏡）[1][3]

1994年
- 超時空要塞7（—1995年，導演、編劇、分鏡）

1996年
- 爆走兄弟Let's & Go!!（—1997年，導演、分鏡）

1997年
- 爆走兄弟Let's & Go!! WGP（編劇）

1998年
- 秋葉原電腦組（分鏡）[注 2]
- DT戰士（日语：DTエイトロン）（導演、分鏡）
- 聖路美娜女學院（日语：聖ルミナス女学院）（導演、分鏡）

1999年
- 布布恰恰（導演、分鏡）
- ∀鋼彈（—2000年，分鏡）

2000年
- 機巧奇傳希約戰記（導演、分鏡）

2001年
- 最喜歡！布布恰恰（導演、分鏡）

2003年
- 新超激力戰鬥車（—2004年，導演、分鏡）[注 3]

2004年
- 火影忍者（分鏡）
- 阿貴的家族（—2005年，分鏡）[注 4]
- 陰陽大戰記（—2005年，分鏡）[注 2]

2005年
- （超導演）[注 5]

2006年
- 夜明前的琉璃色 ～Crescent Love～（分鏡）
- （—2007年，導演、劇本統籌、編劇、分鏡、音響監督）

2007年
- 英雄時代（分鏡）
- 南家三姊妹（分鏡）

2008年
- 我的狐仙女友（分鏡）
- 記憶女神的女兒們（分鏡）
- 出包王女（分鏡）
- 魯邦三世 Sweet Lost Night ～魔法神燈是噩夢的預兆～（日语：ルパン三世 sweet lost night 〜魔法のランプは悪夢の予感〜）（導演、分鏡）
- 今天的五年二班（分鏡）

2010年
- 魯邦三世 the Last Job（日语：ルパン三世 the Last Job）（導演、分鏡）
- 屍鬼（導演、分鏡、音響監督）[注 6]

2012年
- 翡翠森林狼與羊 ～秘密的朋友～（導演、分鏡）

2013年
- 超速變形螺旋傑特（分鏡）
- 團地友夫（分鏡、演出）

2014年
- 激戰奧雷卡（日语：モンスター烈伝 オレカバトル）（—2015年，導演、分鏡）

2015年
- 干物妹！小埋（分鏡）

2016年
- 虹色時光（總導演、演出）[注 7]
- 小貓奇奇 毛絨絨大冒險（—2017年，分鏡）

2017年
- SNACK WORLD（日语：スナックワールド）（—2018年，分鏡）

2018年
- 琴之森（分鏡）
- 小貓奇奇 毛絨絨大旅行（分鏡）

2020年
- 女武神的餐桌（分鏡）
- 攀岩！ -Sport Climbing Girls-（導演[5]、分鏡）
- 我立於百萬生命之上（分鏡）

2021年
- 賈希大人不氣餒！（分鏡[6]）

2022年
- 里亞德錄大地（分鏡）
- 史上最強大魔王轉生為村民A（分鏡）
- 射擊覺醒！激鬥瓶蓋人DX（分鏡）
- 新來的女傭有點怪（分鏡）
- 因為是反派大小姐所以養了魔王（分鏡）

2023年
- 吉伊卡哇（分鏡）

2024年
- 北海道辣妹金古錐（分鏡）
- MF GHOST（分鏡）

2025年
- 這公司有我喜歡的人（分鏡）
- Hotel Inhumans（日语：ホテル・インヒューマンズ）（導演、分鏡）

### 電影動畫
1987年
- （導演）

1989年
- SD戰國傳 暴終空城之章（導演、編劇）

1993年
- SD鋼彈外傳 聖機兵物語（導演、編劇）
- SD捍衛戰記鋼彈FORCE SUPER G ARMSFINAL FORMULA VS 諾姆凱薩（日语：SDコマンド戦記III_SUPER_G-ARMS#アニメ版）（導演、編劇）

1995年
- 超時空要塞7：銀河在呼喚我！（導演、分鏡）

1997年
- 爆走兄弟Let's & Go!! WGP：失控迷你賽車大追蹤！（導演、編劇）

2010年
- 劇場版 破刃之劍（—2011年，總導演）
- 昆蟲物語 孤兒哈奇 ～勇氣的旋律～（導演、分鏡、音響監督）[注 8]

2012年
- 超時空要塞FB7：銀河流魂 聽我唱歌吧！（導演、編劇）

2016年
- 黑貓魯道夫（日语：ルドルフとイッパイアッテナ#劇場アニメ）（分鏡）

2023年
- 機甲英雄 劇場版 我與我等於無限大（導演、音響監督）※名義。

### OVA
1988年
- 宇宙戰士（導演）
- 機動戰士SD鋼彈（日语：機動戦士SDガンダム）（導演、編劇）

1989年
- SD戰國傳（—1990年，導演、編劇）

1990年
- SD鋼彈外傳 吉翁萬歲篇（導演、編劇）
- YJ版檸檬天使（日语：レモンエンジェル (漫画)）（導演、分鏡、編劇）

1992年
- 終極教師（日语：はいすくーる仁義#OVA）（導演、分鏡）

1993年
- 亞爾斯蘭戰記IV 汗血公路（導演）

1994年
- I·R·I·A ZEIRAM THE ANIMATION（日语：I・R・I・A ZEIRAM THE ANIMATION）（導演）
- 疾風無敵銀堡壘：在銀光的旗幟下（—1995年，導演）

1996年
- 超人力霸王超鬥士激傳（日语：ウルトラマン超闘士激伝）（導演）
- 個人授業（日语：個人授業 (遊人の漫画)）（導演）
- 寶魔獵人萊姆（日语：宝魔ハンターライム）（—1997年，導演→監修）

1997年
- 超時空要塞Dynamite 7（導演）

1998年
- DINOZAURS（日语：ダイノゾーン）（構成、導演）

2003年
- （導演）

2014年
- 夫妻成長日記 (第3期)（導演、分鏡）

2016年
- 虹色時光 OAD（總導演）
- FAIRY TAIL魔導少年 OAD2期（導演、分鏡）

### 網路動畫
- 陰陽師 平安物語（2018年，導演、分鏡）
- 機甲英雄 機鬥勇者（世界觀設計）※網野哲郎名義。

### 遊戲
- 戰國BASARA3（2010年，活動分鏡）

## 腳註

## 外部連結
- （日語）—網野哲郎的官方個人網站[]。
- （日語）—網野哲郎的官方個人部落格。